# Hrysopiyi Devetzi
Hrysopiyi Devetzi (Grieks: Χρυσοπηγή Δεβετζή) (Alexandroupolis, 2 januari 1976) is een Griekse atlete, die is gespecialiseerd in hink-stap-springen en verspringen. Op het onderdeel hink-stap-springen werd ze Balkan indoorkampioene en meervoudig Grieks kampioene. Ook nam ze tweemaal deel aan de Olympische Spelen en won hierbij twee medailles.

## Loopbaan

### Olympisch zilver
Hrysopiyi Devetzi won met hink-stap-springen een zilveren medaille op de Olympische Spelen van 2004 in Athene. Ze kwam in de finale tot een sprong van 15,25 m, nadat ze twee dagen ervoor tijdens de kwalificatie met 15,32 een nationaal record had gevestigd. In 2005 won ze een gouden medaille tijdens de wereldatletiekfinale in Monaco. In het jaar erop behaalde ze een zilveren medaille op het EK, wereldatletiekfinale en bij de wereldbekerwedstrijden.
In 2007 behaalde ze voor de eerste maal in haar sportcarrière een medaille op een wereldkampioenschap. In Osaka eindigde ze met een beste poging van 15,04 op een derde plaats. Ze sprong hiermee slechts 3 cm minder ver dan de Russische Tatjana Lebedeva (15,07). De Cubaanse Yargelis Savigne won de wedstrijd met een beste wereldjaarprestatie van 15,28.
In het Spaanse Valencia behaalde Hrysopiyi Devetzi in 2008 een zilveren medaille op de wereldindoorkampioenschappen. Ze ging aan de leiding met een Grieks indoorrecord van 15,00, totdat Yargelis Savigne in haar laatste poging alles riskeerde en met een indrukwekkende 15,05 haar voorbij sprong. De Sloveense Marija Šestak won het brons in 14,68.

### Opnieuw olympisch eremetaal
Bij de Olympische Spelen, later dat jaar, wist ze evenals vier jaar eerder in Athene eremetaal bij het hink-stap-springen te veroveren. Achter Françoise Mbango Etone (1e met 15,39) en Tatjana Lebedeva (2e met 15,32) werd Devetzi in Peking derde met 15,23, haar beste jaarprestatie. Ze nam ook deel aan het onderdeel verspringen, maar sneuvelde hierbij in de kwalificatieronde.

### Schorsing
In mei 2009 werd Hrysopiyi Devetzi door de IAAF voor de duur van twee jaar geschorst, nadat zij tijdens een trainingsstage in Jalta, Oekraïne, niet in staat was gebleken om bij een onaangekondigde dopingcontrole een monster af te geven. Toen zij vervolgens in de loop van 2011 liet weten, dat zij na afloop van haar schorsingsperiode haar atletiekloopbaan weer wilde oppakken, maakte de IAAF bekend dat zij op de lijst stond van atleten die pas na 8 december 2012 gerechtigd waren om aan wedstrijden deel te nemen. Dit hield in dat zij was uitgesloten van deelname aan de Olympische Spelen van 2012.
Devetzi is aangesloten bij Panathinaikos in Athene.

## Titels
- Balkan indoorkampioene hink-stap-springen - 2003
- Grieks kampioene hink-stap-springen - 2002, 2003, 2004, 2005, 2006
- Grieks kampioene verspringen - 2006

## Persoonlijke records
Outdoor
| Onderdeel          | Prestatie    | Datum            | Plaats  |
| ------------------ | ------------ | ---------------- | ------- |
| verspringen        | 6,83 m       | 10 juni 2006     | Trikala |
| hink-stap-springen | 15,32 m (NR) | 21 augustus 2004 | Athene  |

Indoor
| Onderdeel          | Prestatie    | Datum           | Plaats   |
| ------------------ | ------------ | --------------- | -------- |
| verspringen        | 6,85 m       | 8 februari 2008 | Peanía   |
| hink-stap-springen | 15,00 m (NR) | 8 maart 2008    | Valencia |

## Prestaties

### verspringen
- 2006:  Europacup B in Thessaloniki - 6,71 m
- 2006:  Wereldbeker - 6,64 m
- 2006: 10e EK - 6,41 m

### hink-stap-springen
Kampioenschappen
- 2002: 7e EK - 14,15 m
- 2003:  Balkan indoorkamp. - 14,84 m
- 2003: 4e Europacup - 13,82 m
- 2003: 8e WK - 14,34 m
- 2004:  WK indoor - 14,73 m
- 2004:  OS - 15,25 m
- 2004:  Europacup A - 14,81 m
- 2004: 4e Wereldatletiekfinale - 14,78 m
- 2005:  Europacup A - 14,62 m
- 2005:  Middellandse Zeespelen - 14,33 m
- 2005: 5e WK - 14,64 m
- 2005:  Wereldatletiekfinale - 14,89 m
- 2006:  Europacup B in Thessaloniki - 14,44 m
- 2006:  EK - 15,05 m
- 2006:  Wereldatletiekfinale - 14,67 m
- 2006:  Wereldbeker - 15,04 m
- 2007:  WK - 15,04 m
- 2007:  Wereldatletiekfinale - 14,75 m
- 2008:  WK indoor - 15,00 m
- 2008:  OS - 15,23 m

Golden League-podiumplekken
- 2005:  Golden Gala – 14,55 m
- 2006:  Golden Gala – 14,79 m